# Río Tunjuelito
Río Tunjuelito är ett vattendrag i Colombia.   Det ligger i departementet Bogotá, i den centrala delen av landet, 16 km väster om huvudstaden Bogotá.